# Problema del free rider
Il problema del free rider (free-rider problem, lett. "problema del passeggero non pagante" o "problema dello scroccone") si verifica quando un individuo beneficia di risorse, beni, servizi, informazioni, senza contribuire al pagamento degli stessi, di cui si fa carico il resto della collettività.

## In sociologia
Charles Darwin si pose il problema dell'evoluzione delle specie sociali ovvero lo sviluppo della cooperazione tra individui in contrasto con atteggiamenti individualistici di cui il problema del free rider è esemplare.
In ambito sociologico, il fenomeno del free rider ha luogo quando, all'interno di un gruppo di individui, si ha un membro che evita di dare il proprio contributo al bene comune poiché ritiene che il gruppo possa funzionare ugualmente nonostante la sua astensione. 
Free Riding è un'espressione che prende il nome proprio dal comportamento di colui che sale sull'autobus senza comprare il biglietto. In italiano, in generale, free rider può essere reso col termine "scroccone" e free riding con "scroccare" (termine in uso già dal XVI secolo secondo il dizionario Sabatini-Coletti).
Un esempio è quello di un gruppo di studenti fuori sede che devono decidere se comprare un televisore per l'appartamento che condividono; qualcuno di essi potrebbe simulare mancanza di desiderio nei confronti dell'oggetto al solo scopo di evitare di pagarne il prezzo: infatti, egli sa che, una volta acquistato, non sarebbe facile impedirgli di utilizzarlo. 
Lo stesso potrebbe avvenire nella decisione di costruire un ponte su un fiume: la questione ha infatti una ricaduta anche in scienza dell'amministrazione, soprattutto quando si versa in casi di non escludibilità dei beni pubblici: quando, per godere di questi beni, non è necessario pagare un prezzo, possono verificarsi casi in cui il bene viene esaurito senza rispettare il diritto di tutti a goderne. Lo stesso capita quando esistono escamotage che rendono facile sottrarsi al pagamento. Per la teoria dell'azione razionale l'azione collettiva ha un costo, e quindi si giustifica il free rider, ossia chi non vuole pagare quel costo se i benefici gli vengono ugualmente anche senza partecipare: l'attore razionale partecipa, cioè, solo se c'è un incentivo (monetario).

## Nella scienza politica e nel diritto penale
Il problema si presenta anche in politologia, allorché il free rider scavalca la rappresentanza collettiva degli interessi di categoria per relazionarsi direttamente col decisore politico: in questo caso, in luogo del lobbying, ha origine la corruzione che, per quanto riguarda gli appartenenti alle assemblee elettive, è oggetto di recenti previsioni incriminatrici apposite.

## Problema economico
Un comportamento cooperativo orientato al conseguimento di obiettivi comuni, pur comportando benefici per tutti, non viene automaticamente e spontaneamente rispettato dai singoli operatori. In assenza di regole ciascuno tenderà a seguire condotte opportunistiche finalizzate a migliorare la propria posizione a prescindere dagli effetti esterni che esse producono (...) un comportamento socialmente responsabile non produce tanto benefici all'impresa che lo persegue in base a un proprio codice di condotta (quest'ultima rischia addirittura di peggiorare la propria posizione relativa), quanto, soprattutto, agli altri operatori economici, i cittadini e le istituzioni collocate nell'area di riferimento (effetto spillover). Si tratta (...) del problema delle «economie esterne» connesse all'indivisibilità degli effetti di comportamenti responsabili sul piano sociale e ambientale.
Tale problema viene identificato e studiato all'interno della teoria delle scelte collettive (public choice/social choice/collective choice theory). Si può anche studiare il problema del free-rider attraverso l'uso della teoria dei giochi.
Ipotizzando, ad esempio, un'economia composta da soli due individui, la soluzione ottimale per entrambi corrisponde all'ottimo paretiano ma non all'equilibrio di Nash, giacché ognuno di essi è incentivato a  contribuire in misura minore, al fine di ottenere maggior beneficio.
Il problema ha una rilevanza anche nel commercio internazionale e negli ambiti che hanno una ricaduta economica.

### Free ridingin ambito finanziario
In ambito finanziario, free-rider è chi non ha pagato per ottenere una o più informazioni, ma sfrutta quelle di altri operatori che le hanno ottenute sostenendo il relativo costo.
Questo comportamento ha come principale conseguenza quella di aumentare il grado di asimmetria informativa all'interno di un sistema finanziario, in quanto gli altri operatori, individuato il comportamento del free rider, lo emuleranno, scaricando il costo delle informazioni su sempre meno operatori, fino ad azzerarne il numero. Verrà dunque a mancare una domanda di informazioni e ne cesserà quindi anche l'offerta.
Proprio nel dominio semantico della scienza della finanza, viene elaborato il free rider problem: lo Stato, ma anche qualsiasi istituzione locale, fornisce dei servizi che sono dei beni collettivi nel senso di Hume (l'utilizzo di questi beni non può essere precluso a nessun appartenente della collettività). Questi beni hanno un costo e producono dei benefici, generalmente di natura collettiva. Ogni individuo, singolarmente considerato nella razionalità basata sull'interesse egoistico, ha l'interesse di minimizzare i propri costi, cioè di contribuire alla produzione di questi beni con la minore quantità di sue risorse, e massimizzare i propri benefici, cioè di usufruire al massimo di quel bene collettivo. Un individuo che non paga le tasse, riceve a costo zero quello che alla collettività costa 10, 100 o 1000. Un individuo, anche se non paga le tasse, ha interesse a ricevere di ogni bene collettivo, più di quello che gli toccherebbe di diritto. Di conseguenza, la razionalità individuale basata sull'interesse egoistico porterebbe a ridurre al minimo possibile il contributo ai costi e aumentare al massimo possibile il valore dei benefici distribuiti.
Questa razionalità individuale è «razionale» fin quando sono pochi a comportarsi in modo egoistico (o a riuscire a minimizzare i costi e massimizzare i benefici); altrimenti, diventa una forma di irrazionalità", per le conseguenze dirompenti che ha sul sistema economico nel suo complesso.

## Possibili soluzioni
La soluzione più pratica per eliminare il problema risulta essere istituire un sistema di vigilanza e/o pubblicazioni, inerente agli interessi di un possibile free-rider, non permettendogli di attuare tale politica a danno degli altri. "Dove il sanzionamento è possibile (...) i livelli di cooperazione sono (...) più elevati che nel caso precedente (...) Ciò è sorprendente alla luce del fatto che non è conveniente subire un costo per sanzionare dei soggetti con cui è improbabile o impossibile interagire nuovamente in futuro. In altri termini, sanzionando i free-rider ciascun soggetto crea un bene i cui beneficiari saranno gli altri partecipanti".
In altri termini, si può limitare il problema sanzionando i soggetti coinvolti e obbligandoli quindi a contribuire, pena l'irrogazione di seri disincentivi: "le regole di selezione centralizzata della distribuzione degli incentivi trovano fondamento nel fatto che una agenzia che si occupa di effettuare uno screening corretto delle disponibilità a pagare (tramite studi, eventualmente con adeguate misure di auditing, ecc.) ha di norma più possibilità di individuare la corretta distribuzione degli incentivi e di punire il free rider di quanto sia in grado di fare il mercato".
"L'intensità della punizione dipende (...) dalle differenze nelle contribuzioni al bene pubblico e nei guadagni degli individui; inoltre i soggetti non sono puniti rispetto alle differenze dal comportamento medio del gruppo di riferimento ma in base alle distanze tra gli individui. Infine, nel corso del tempo la punizione tende a ridurre la disuguaglianza poiché i free-riders aumenteranno le contribuzioni al bene pubblico tanto più quanto maggiore è il livello della punizione.